# Mauro Finetto
Mauro Finetto (Tregnago, 10 mei 1985) is een Italiaans voormaligwielrenner.
In 2003 deed Finetto mee aan de Italiaanse kampioenschappen op de weg voor junioren. Hij werd zowel in de wegwedstrijd als in de individuele tijdrit tweede.
In 2007 werd hij derde bij de wegwedstrijd voor beloften, op het Italiaans kampioenschap, en wist hij tevens derde te worden in het eindklassement van de Ronde van de Aostavallei. Deze twee klasseringen leverden hem zijn eerste profcontract op, bij het Ierse CSF Group-Navigare.
Finetto sloot zijn carrière in 2022 af bij het Duitse Maloja Pushbikers.

## Overwinningen
2007
GP Ezio del Rosso
2009
Hel van het Mergelland
1e en 6e etappe Ronde van Turkije
2010
1e etappe deel B Internationale Wielerweek (ploegentijdrit)
2014
GP Lugano
3e etappe Ronde van de Limousin
Eindklassement Ronde van de Limousin
2015
Bergklassement Ronde van Slovenië
2e etappe Sibiu Cycling Tour
Eind-, berg- en puntenklassement Sibiu Cycling Tour
2016
2e etappe Ronde van Slowakije
Eindklassement Ronde van Slowakije
2017
Classic Sud Ardèche
2018
Bergklassement Ronde van Luxemburg
2019
5e etappe Internationale Wielerweek

## Resultaten in voornaamste wedstrijden
| Jaar | Ronde van Italië | Ronde van Frankrijk | Ronde van Spanje |
| ---- | ---------------- | ------------------- | ---------------- |
| 2008 |                  |                     |                  |
| 2009 |                  |                     |                  |
| 2010 |                  |                     | 77e              |
| 2011 |                  |                     |                  |
| 2012 |                  |                     |                  |
| 2013 |                  |                     |                  |
| 2014 | opgave           |                     |                  |
| 2015 | 57e              |                     |                  |
| 2016 |                  |                     |                  |
| 2017 |                  |                     |                  |
| 2018 |                  |                     |                  |
| 2019 |                  |                     |                  |
| 2020 |                  |                     |                  |
| 2021 |                  |                     |                  |

| Jaar | Milaan-San Remo | Ronde van Vlaanderen | Amstel Gold Race | Luik-Bast.‑Luik | Ronde van Lombardije | Waalse Pijl | Parijs-Tours |  | Wereldranglijsten |
| ---- | --------------- | -------------------- | ---------------- | --------------- | -------------------- | ----------- | ------------ |  | ----------------- |
| 2008 |                 |                      |                  |                 | 6e                   |             |              |  |                   |
| 2009 |                 |                      |                  |                 |                      |             |              |  |                   |
| 2010 |                 |                      | 117e             | opgave          | opgave               |             |              |  | 228e (UWK)        |
| 2011 | 50e             |                      |                  |                 |                      |             |              |  |                   |
| 2012 |                 |                      |                  |                 |                      |             |              |  |                   |
| 2013 | 61e             | opgave               |                  |                 |                      |             |              |  |                   |
| 2014 | 36e             |                      |                  |                 | 19e                  |             |              |  |                   |
| 2015 |                 |                      |                  |                 | 64e                  |             |              |  |                   |
| 2016 |                 |                      |                  |                 |                      |             |              |  |                   |
| 2017 |                 |                      |                  |                 |                      |             |              |  |                   |
| 2018 |                 |                      |                  |                 |                      | 56e         | 40e          |  |                   |
| 2019 |                 |                      |                  |                 |                      |             | opgave       |  |                   |
| 2020 |                 |                      |                  |                 |                      |             |              |  |                   |
| 2021 |                 |                      |                  |                 |                      | 26e         |              |  |                   |

## Ploegen
2008 –  CSF Group Navigare
2009 –  CSF Group-Navigare
2010 –  Liquigas-Doimo
2011 –  Liquigas-Cannondale
2013 –  Vini Fantini-Selle Italia
2014 –  Neri Sottoli 
2015 –  Southeast 
2016 –  Unieuro Wilier
2017 –  Delko Marseille Provence KTM
2018 –  Delko Marseille Provence KTM
2019 –  Delko Marseille Provence
2020 –  NIPPO DELKO One Provence
2021 –  DELKO
2022 –  Maloja Pushbikers
1. ↑  Tot 9 maart heette de ploeg Yellow Fluo, daarna werd de naam veranderd.
2. ↑  In januari heette de ploeg Yellow Fluo, daarna werd de naam veranderd.